# Fábio Vilas-Boas
Fábio Vilas-Boas Pinto (Salvador, 25 de março de 1967) é um médico cardiologista e político brasileiro, filiado ao Movimento Democrático Brasileiro (MDB). É formado em medicina pela Universidade Federal da Bahia (UFBA) e doutor em cardiologia pela Universidade de São Paulo (USP). Em 2015, assumiu o cargo de Secretário da Saúde do Estado da Bahia, tendo entregue o cargo em 2021 após ofender uma chefe de cozinha e empresária.

## Biografia
Fábio Vilas-Boas nasceu em Salvador no dia 25 de março de 1967, filho do advogado e escritor Cícero Pinto e Dilce Pinto. Concluiu o ensino médio no Colégio Antônio Vieira, de orientação jesuíta, em 1984. Depois de se formar pela Faculdade de Medicina da Universidade Federal da Bahia (UFBA), em 1990, fez residência de clínica médica no Hospital das Clínicas da Faculdade de Medicina da Universidade de São Paulo (USP) e residência de cardiologia no Instituto do Coração (InCor).
Fábio Vilas-Boas fez parte da linha de pesquisa que foi pioneira mundial na experiência do uso de células-tronco no tratamento da doença de Chagas, desenvolvida no Hospital Santa Izabel em Salvador em parceria com a Fundação Oswaldo Cruz (Fiocruz) de 2001 a 2003. Os estudos renderam diversos prêmios nacionais e internacionais.
Em 6 de julho de 2016, Fábio Vilas-Boas foi empossado como membro da Academia de Medicina da Bahia, ocupando a cadeira 41. Em 15 de março de 2018, foi eleito uma das 100 pessoas mais influentes do Brasil na área de saúde, em um prêmio promovido pelo Grupo Mídia, em São Paulo.

## Carreira política

### Secretaria de Saúde da Bahia (2015-2021)
Em 5 de janeiro de 2015, Fábio Villas-Boas assumiu a Secretaria Estadual da Saúde da Bahia a convite do governador Rui Costa (filiado ao Partido dos Trabalhadores, PT). Nos seus primeiros dias à frente da SESAB, em janeiro de 2015, apresentou como bases da sua gestão a Descentralização, Regionalização e Interiorização da Saúde.[carece de fontes?]

#### Saúde Digital
Durante a sua gestão, foi implantado o projeto Saúde Digital.Em 17 de março de 2020, foi inaugurada a Central Integrada de Comando e Controle da Saúde, um moderno prédio ao lado da Sesab, no Centro Administrativo da Bahia e que se tornou o centro de inteligência, planejamento, ação e reação das políticas públicas do setor. No local, se encontram a Central de Tecnologia da Informação, a Central de Monitoramento da Rede, a Central Estadual de Regulação e o Centro de Operações de Emergências em Saúde.
Para melhor gerir as informações e resultados na Secretaria da Saúde da Bahia, foi implantando um sistema de inteligência de negócios, que permite acessar dados de diversas unidades e setores da secretaria em tempo real. Novos sistemas gerenciais foram implantados, permitindo o controle online das vagas próprias e contratualizadas da rede assistencial do Estado, facilitando o processo de regulação de pacientes. Na gestão, antes da pandemia, a fila da regulação chegou a ser zerada em alguns momentos, caindo de mais de 4 mil pacientes, para menos de 800 (o sistema gira 500 pacientes/dia).
Um novo software para gestão hospitalar, que incluiu prontuário eletrônico e módulos administrativos, passou a ser implantado progressivamente nas unidades da SESAB. Somente em infraestrutura, foram investidos R$ 52 milhões. Com a iniciativa, tornou-se possível o acesso remoto aos prontuários, a partir de qualquer hospital ou unidade básica de saúde.

#### Construção de hospitais, maternidades e policlínicas
Ao longo do período de gestão de Fábio Villas-Boas, a Secretaria Estadual de Saúde reorganizou a rede assistencial hospitalar da Bahia. Foram construídos 21 novos hospitais e maternidades, 8 novas Unidades de Oncologia (UNACON), 8 centros de cardiologia e hemodinâmica e vários leitos de UTI, além da reforma e modernização de unidades hospitalares da rede própria estadual. Também foram firmadas Parcerias Público Privadas, implantadas em novos hospitais, e a primeira PPP de Diagnóstico por Imagem do país. O impacto do seu trabalho se fez sentir em toda a Bahia, com a redução da necessidade de transferência de pacientes para outras regiões.[carece de fontes?]
Na gestão de Villas-Boas, também foram construídas as Policlínicas Regionais de Saúde, que tinham como objetivo atender pacientes por regiões, com múltiplas especialidades médicas, exames de diagnóstico por imagem e pequenos procedimentos. As policlínicas também deveriam diminuir a sobrecarga dos hospitais estaduais, que recebiam muitos casos que poderiam ser resolvidos na Atenção Básica.

#### Pandemia de COVID-19
Durante a pandemia de COVID-19, uma infraestrutura tecnológica foi implantada para enfrentar a pandemia no estado. O Laboratório Central do Estado (LACEN) foi ampliado e modernizado, passando a ter capacidade para realização de até 10 mil exames RT-PCR por dia. Foram abertos 1.600 leitos de UTI, 1.500 leitos de enfermaria e 25 UPAs COVID. Fábio Villas-Boas chegou a ser acometido pelo vírus e foi internado em fevereiro de 2021, mas se recuperou e retornou ao cargo em março. Em 2020, a Bahia teve a 5ª menor taxa de letalidade por COVID no Brasil, empatada com os estados do Espírito Santo, Mato Grosso do Sul e Sergipe.

#### Exoneração do cargo
Se manteve no cargo até 3 de agosto de 2021, quando pediu exoneração. A saída do cargo foi motivada pela repercussão do envolvimento de Fábio Vilas-Boas em uma polêmica com a chef de cozinha e empresária Angeluci Figueiredo, que comanda o restaurante Preta, na Ilha dos Frades, em Salvador.
Na ocasião, o secretário ofendeu Angeluci por meio de mensagens no WhatsApp chamando-a de "vagabunda", após encontrar o restaurante fechado no dia em que ele havia feito uma reserva, devido à instabilidade do tempo e as variações do vento e por recomendação da Capitania dos Portos. Ele chegou a invadir o restaurante para tentar ser atendido. Vilas-Boas ainda ameaçou a chef de queixar-se sobre o trabalho dela com o empresário Carlos Suarez e de difamar o restaurante por meio dos portais Bahia Notícias e BNews.
Angeluci publicou as falas de Fábio Vilas-Boas nas redes sociais, respondendo às ofensas do secretário. Fábio pediu desculpas pouco depois, afirmando que se manifestou daquela maneira "tomado de emoção" devido à frustração de encontrar o restaurante fechado. Um dia após a polêmica vir à tona, o Governo da Bahia afirmou que não iria se manifestar sobre a situação, mas ao meio-dia divulgou nota afirmando "lamentar o episódio" e manifestando solidariedade à chef. No mesmo dia, Vilas-Boas deixou o cargo, sendo substituído interinamente pela subsecretária Tereza Paim.

### Filiação ao MDB e candidatura a deputado federal (2022)
Em 30 de março de 2022, Fábio Vilas-Boas se filiou ao Movimento Democrático Brasileiro (MDB), com o intuito de disputar uma vaga na Câmara dos Deputados nas eleições de 2022. Sua filiação foi considerada como uma confirmação da tendência da aliança entre o MDB e a cúpula do PT na Bahia, oficializada no mesmo dia. No dia da votação, em 2 de outubro de 2022, conquistou 35.351 votos, ficando na segunda suplência.

## Desempenho em eleições
| Ano  | Eleição           | Partido | Cargo            | Votos  | %     | Resultado | Ref.   |
| ---- | ----------------- | ------- | ---------------- | ------ | ----- | --------- | ------ |
| 2022 | Estadual da Bahia | MDB     | Deputado Federal | 35.351 | 0.44% | Suplente  | [ 42 ] |